# San Pablo de Lípez
San Pablo de Lípez (oder: San Pablo) ist eine Ortschaft im Departamento Potosí im Hochland des südamerikanischen Anden-Staates Bolivien.

## Lage im Nahraum
San Pablo ist sowohl Hauptstadt der Provinz Sur Lípez als auch der zentrale Ort des Municipios San Pablo de Lípez. Der Ort liegt auf einer Höhe von 4240 m am linken Ufer des Río San Pablo, der flussabwärts zum Salar de Uyuni fließt.

## Geographie
San Pablo liegt auf dem bolivianischen Altiplano zwischen den Anden-Gebirgsketten der Cordillera Occidental im Westen und der Cordillera de Lípez im Osten. Das Klima der Region ist arid und weist ein Tageszeitenklima auf.
Die mittlere Jahrestemperatur der Region liegt bei 5,5 °C (siehe Klimadiagramm San Pablo), mit einem Monatsdurchschnittswert von knapp über 0 °C im Juli und 8 °C von Dezember bis Februar. Der Jahresniederschlag beträgt niedrige 170 mm, wobei die Monate April bis Oktober nahezu niederschlagsfrei sind. Nur von November bis März fallen nennenswerte Niederschläge, mit einem Maximum von 45 mm Monatsniederschlag im Januar.
Gemäß der Klimaklassifikation ist das Klima von San Pablo de Lípez trocken und kalt (BWk).

## Verkehrsnetz
San Pablo de Lípez liegt in einer Entfernung von 457 Straßenkilometern südwestlich von Potosí, der Hauptstadt des gleichnamigen Departamentos.
Von Potosí aus führt die Nationalstraße Ruta 5 in südwestlicher Richtung 208 Kilometer bis Uyuni, von dort die Ruta 21 über weitere 96 Kilometer bis Atocha. Von Atocha aus führt eine Landstraße in südöstlicher Richtung entlang der alten Bahnlinie 23 Kilometer bis Escoriani und verlässt die Bahnlinie dann in südwestlicher Richtung. Sie erreicht nach dreizehn Kilometern Tatasi und nach weiteren 29 Kilometern San Vicente. Von dort aus führt eine unbefestigte aber recht gut ausgebaute Landstraße in südwestlicher Richtung, die auf ihrem Weg eine Passhöhe von etwa 4750 m Höhe überwindet und nach 88 Kilometern San Pablo erreicht.

## Bevölkerung
Die Einwohnerzahl der Ortschaft ist in den vergangenen beiden Jahrzehnten um etwa ein Drittel angestiegen:
| Jahr | Einwohner | Quelle       |
| ---- | --------- | ------------ |
| 1992 | 157       | Volkszählung |
| 2001 | 221       | Volkszählung |
| 2012 | 212       | Volkszählung |
| 2024 |           | Volkszählung |

Die Region weist einen hohen Anteil an Quechua-Bevölkerung auf, im Municipio San Pablo sprechen 80,9 Prozent der Bevölkerung Quechua.